# Karel Gott
Karel Gott (14 tháng 7 năm 1939 – 1 tháng 10 năm 2019) là một trong những ca sĩ nổi tiếng nhất Séc, tên tuổi của ông đã được biết đến hơn bốn mươi năm với biệt hiệu "Giọng hát vàng Praha".

## Tiểu sử và sự nghiệp
Những năm 1960, Gott bắt đầu biểu diễn tại các nước nói tiếng Đức. Năm 1968, ông đại diện Áo trong cuộc thi hát Eurovision 1968, với bài Tausend Fenster. Gott đã giành giải trong liên hoan âm nhạc Rio de Janeiro năm 1969 với bài Lady Carneval.